# José Luis Abellán García-González
José Luis Abellán García-González   (Madrid, 19 de maig de 1933 - Madrid, 17 de desembre de 2023) va ser un historiador de la filosofia i de les idees, i assagista espanyol. Doctor en filosofia, diplomat en psicologia, va exercir la docència a Puerto Rico, a Irlanda del Nord i, posteriorment, a la Universitat Complutense de Madrid com a catedràtic d'història de la filosofia espanyola, lloc en el qual es va jubilar el 2003. Va ser membre del Consell Executiu de la UNESCO (1983-86) a Espanya i a París (1983-1985), i president de la Confederació Espanyola de Clubs UNESCO. Va presidir fins a l'any 2009 l'Ateneo de Madrid (2001) i va ser professor i conferenciant en nombroses universitats d'Europa i Amèrica.
La seva obra més important és Historia crítica del pensamiento español (7 volums, 1979-1991), en la qual sintetitza l'evolució de les idees i de la filosofia a Espanya des de l'època romana, i també destaquen els seus estudis sobre l'erasmisme. Va escriure monografies sobre Miguel de Unamuno, José Ortega y Gasset, María Zambrano, George Santayana, Antonio Machado i José Gaos.

## [1]Obra publicada
- Fernando de Castro. Memoria Testamentaria. El problema del catolicismo liberal. (1975). Madrid: Castalia
- Miguel de Unamuno a la luz de la Psicología, Tecnos, Madrid, 1964.
- Ortega y Gasset en la filosofía española, Tecnos, Madrid, 1966.
- Filosofía española en América, 1936-1966, Seminario y Ediciones, Madrid, 1967.
- La cultura en España (Ensayos para un diagnóstico), Edicusa, Madrid, 1971.
- Mito y cultura, Seminario y Ediciones, Madrid, 1971.
- La idea de América. Origen y evolución, Istmo, Madrid, 1972.
- Sociología del 98, Península, Barcelona, 1974 (2ª edición, Biblioteca Nueva, Madrid, 1998).
- La industria cultural en España, Edicusa, Madrid, 1975.
- El erasmismo español, Gráficas El Espejo, Madrid, 1976 (2a edición, Espasa Calpe, Madrid, 1982).
- El pensamiento español. De Séneca a Zubiri, UNED, Madrid, 1977 (en colaboración con Luis Martínez Gómez).
- El exilio español de 1939, 6 vols., Taurus, Madrid, 1976-78 (Director de la obra y colaborador de ella en los tomos I, III y VI).
- Panorama de la filosofía española actual. Una situación escandalosa, Espasa-Calpe, Madrid, 1978.
- Historias de posguerra (narraciones), Ámbito Literario, Barcelona, 1979.
- Historia crítica del Pensamiento español, 7 volúmenes, Espasa-Calpe, Madrid, 1979-1991 (Hay una edición especial de la obra en el Círculo de Lectores, Barcelona, 1992).
- De la guerra civil al exilio republicano, Mezquita, Madrid, 1982.
- París o el mundo es un palacio, Anthropos, Barcelona, 1987.
- El pensamiento español contemporáneo y la idea de América. Obra coordinada en colaboración con Antonio Monclús, 2 vols., Barcelona, 1989.
- Visión de El Escorial. (Aproximación al mito), Madrid, 1989.
- La Escuela de Madrid. Un ensayo de filosofía, Asamblea de Madrid, Madrid, 1991 (escrita en colaboración con Tomás Mallo).
- Ideas para el siglo XXI, Libertarias/Prodhufi, Madrid, 1994.
- La filosofía de "Antonio Machado", Pre-textos, Valencia, 1995.
- Historia del pensamiento español, Espasa-Calpe, Madrid, 1996.
- George Santayana (1863-1952), Ediciones del Orto, Madrid, 1996.
- El exilio filosófico en América. Los transterrados del 39, F. C.E., México, 1998.
- El 98: cien años después, Aldebarán, Madrid, 2000.
- Ortega y Gasset y los orígenes de la transición democrática, Espasa-Calpe, Madrid, 2000.
- El exilio como constante y como categoría, Biblioteca Nueva, Madrid, 2001.
- José Gaos. Introducción y antología, Ediciones Cultura Hispánica, Madrid, 2001.
- El “problema de España” y la cuestión militar, Edit. Dickinson, Madrid, 2003.
- El Ateneo de Madrid. Historia, Política, Cultura, Teosofía. Ediciones La Librería, Madrid 2006.
- María Zambrano. Una pensadora de nuestro tiempo. Edit. Anthropos. Barcelona 2006.
- El Escorial. Iconos, imágenes, mito. Ediciones 98. Madrid 2009